# Parvathipuram
Parvathipuram è una suddivisione dell'India, classificata come municipality, di 49.692 abitanti, situata nel distretto di Vizianagaram, nello stato federato dell'Andhra Pradesh. In base al numero di abitanti la città rientra nella classe III (da 20.000 a 49.999 persone).

## Geografia fisica
La città è situata a 18° 46' 60 N e 83° 25' 60 E e ha un'altitudine di 120 m s.l.m..

## Società

### Evoluzione demografica
Al censimento del 2001 la popolazione di Parvathipuram assommava a 49.692 persone, delle quali 24.934 maschi e 24.758 femmine. I bambini di età inferiore o uguale ai sei anni assommavano a 5.783, dei quali 2.972 maschi e 2.811 femmine. Infine, coloro che erano in grado di saper almeno leggere e scrivere erano 32.892, dei quali 18.737 maschi e 14.155 femmine.